# Labidostomis graeca
Labidostomis graeca es una especie de insecto coleóptero de la familia Chrysomelidae.
Fue descrita científicamente en 1990 por Tomov.